# Coinhouse
Coinhouse (anciennement La Maison du Bitcoin) est la première plateforme de cryptos française enregistrée en tant que PSAN (Prestataire de Services en Actifs Numériques) auprès de l'AMF (Autorité des Marchés Financiers). La plateforme permet l'achat, la vente et la conservation de Bitcoins (BTC), Ethereums (ETH) et Litecoins (LTC) et de plus de 55 autres crypto-actifs. Elle propose aussi des produits d'épargne et d'investissement.

## Histoire
La Maison du Bitcoin est fondée en 2014 par Eric Larchevêque et Thomas France, dans le but de réunir une communauté de passionnés de la blockchain. Quelques mois plus tard, le comptoir physique de la Maison du Bitcoin et la plateforme en ligne Coinhouse.com sont lancés, permettant l'achat, la vente et la conservation de cryptomonnaies.
En novembre 2017, Coinhouse rejoint le groupe Arizen avec Nicolas Louvet comme PDG.[réf. souhaitée]
En février 2018, la Maison du Bitcoin effectue un partenariat avec le SAMU social de Paris pour récolter des dons.
En juin 2018, la Maison du Bitcoin et le site coinhouse.com fusionnent et donnent naissance à la marque unique Coinhouse. 
En septembre 2018, Coinhouse compte plus de 100 000 utilisateurs. La plateforme ajoute une nouvelle devise, le Litecoin.
En janvier 2019, l'entreprise réalise une levée de fonds de 2,4 millions de dollars afin de financer son développement.
En 2021, la plateforme lance son premier « Livret Crypto » en USDT et s'ouvre au paiement bancaire.
En 2022, l'entreprise compte plus de 100 collaborateurs, plus de 120 000 clients[réf. nécessaire] et propose plusieurs produits crypto-financiers à destination des particuliers, des entreprises et des institutionnels dans plusieurs pays d'Europe dont le Luxembourg (où elle également enregistrée, auprès de la CSSF en tant DASP (Digital Asset Services Provider)).
Dans la même année, Coinhouse réalise une nouvelle levée de fonds de plus de 55 millions d'euros[réf. nécessaire] pour accélérer son développement en Europe, avec une offre de services élargie aux Web3 (métavers et NFT)[réf. nécessaire].
Le 17 novembre 2022, à la suite de la faillite de son concurrent FTX, Coinhouse est contrainte, comme plusieurs autres plateformes, de bloquer les sorties de son Livret Crypto. En échange d’un accord de confidentialité et de renoncement aux poursuite judiciaires, Coinhouse a ensuite proposé à ses clients de leur reverser leur investissement dans la limite de 6 000 euros par livret et d’une quote-part pour les montants supplémentaires.
A cette occasion, la communication de Coinhouse est mise en cause, jugée par la presse économique comme étant ambiguë autour de la sécurité de leur placement et dénigrante vis-à-vis des produits prudents ou sécurisés, afin de mieux mettre en avant les cryptomonnaies.